# Chersotis ebertorum
Chersotis ebertorum är en fjärilsart som beskrevs av Ahmet Ömer Koçak 1980. Chersotis ebertorum ingår i släktet Chersotis och familjen nattflyn. Inga underarter finns listade i Catalogue of Life.